# 동경 59도
동경 59도(東經59度)는 본초 자오선에서 동쪽으로 59도 떨어진 경선이다. 북극점에서 시작하여 북극해, 유럽, 아시아, 인도양, 남극해, 남극을 거쳐 남극점에 이른다.
동경 57도는 서경 121도와 이어져 지구의 둘레를 이룬다.
북극점에서 남극점까지 동경 59도선은 다음 지역을 지나간다.
| 좌표                                                  | 나라, 지역, 해역 | 주석                                                                                 |
| ----------------------------------------------------- | ---------------- | ------------------------------------------------------------------------------------ |
| 북위 90° 0′ 동경 59° 0′  / 북위 90.000° 동경 59.000°  | 북극해           |                                                                                      |
| 북위 81° 51′ 동경 59° 0′  / 북위 81.850° 동경 59.000° | 러시아           | 제믈랴프란차이오시파 제도의 루돌프섬, 라이네라섬, 비네르뇨이시탓트섬, 갈랴섬, 살름섬 |
| 북위 79° 58′ 동경 59° 0′  / 북위 79.967° 동경 59.000° | 바렌츠해         |                                                                                      |
| 북위 75° 55′ 동경 59° 0′  / 북위 75.917° 동경 59.000° | 러시아           | 노바야젬랴섬의 세베르니섬                                                            |
| 북위 74° 20′ 동경 59° 0′  / 북위 74.333° 동경 59.000° | 카라해           |                                                                                      |
| 북위 70° 27′ 동경 59° 0′  / 북위 70.450° 동경 59.000° | 러시아           | 바이가치섬                                                                           |
| 북위 69° 54′ 동경 59° 0′  / 북위 69.900° 동경 59.000° | 바렌츠해         | 페초르스코예해                                                                       |
| 북위 69° 18′ 동경 59° 0′  / 북위 69.300° 동경 59.000° | 러시아           | 돌기섬                                                                               |
| 북위 69° 17′ 동경 59° 0′  / 북위 69.283° 동경 59.000° | 바렌츠해         | 페초르스코예해                                                                       |
| 북위 68° 59′ 동경 59° 0′  / 북위 68.983° 동경 59.000° | 러시아           |                                                                                      |
| 북위 50° 42′ 동경 59° 0′  / 북위 50.700° 동경 59.000° | 카자흐스탄       |                                                                                      |
| 북위 45° 25′ 동경 59° 0′  / 북위 45.417° 동경 59.000° | 우즈베키스탄     |                                                                                      |
| 북위 42° 31′ 동경 59° 0′  / 북위 42.517° 동경 59.000° | 투르크메니스탄   |                                                                                      |
| 북위 37° 37′ 동경 59° 0′  / 북위 37.617° 동경 59.000° | 이란             |                                                                                      |
| 북위 25° 25′ 동경 59° 0′  / 북위 25.417° 동경 59.000° | 오만만           |                                                                                      |
| 북위 23° 8′ 동경 59° 0′  / 북위 23.133° 동경 59.000°  | 오만             |                                                                                      |
| 북위 21° 13′ 동경 59° 0′  / 북위 21.217° 동경 59.000° | 인도양           | 오만 마시라섬의 바로 동쪽을 지나감                                                   |
| 남위 60° 0′ 동경 59° 0′  / 남위 60.000° 동경 59.000°  | 남극해           |                                                                                      |
| 북위 67° 13′ 동경 59° 0′  / 북위 67.217° 동경 59.000° | 남극             | 오스트레일리아령 남극 지역, 오스트레일리아가 영유권을 주장한다.                      |
| 남위 67° 20′ 동경 59° 0′  / 남위 67.333° 동경 59.000° | 남극해           |                                                                                      |
| 북위 67° 23′ 동경 59° 0′  / 북위 67.383° 동경 59.000° | 남극             | 오스트레일리아령 남극 지역, 오스트레일리아가 영유권을 주장한다.                      |

## 같이 보기
- 동경 58도
- 동경 60도